# Eudrapa grisea
Eudrapa grisea là một loài bướm đêm trong họ Noctuidae.